# Меркуціо
Меркуціо (англ. Mercutio) — один з головних персонажів трагедії Вільяма Шекспіра «Ромео і Джульєтта».

## Роль в сюжеті
За сюжетом, Меркуціо — родич князя Веронського, з юних років друг Ромео. Він гарячий і запальний, втім, як і майже всі молодики у Вероні, самозакоханий, жовчний і уїдливий молодий гульвіса.
Спочатку він постає перед читачем, як пустотливий дотепник, уїдливий насмішник з амурних пригод свого юного друга, дотепний тлумач снів.
Пізніше Меркуціо постає в іншій своїй іпостасі. Все своє красномовство, неабиякий дар дотепника він намагається використовувати для того, щоб спровокувати Тібальта, кузена Джульєтти, і його друзів на сутичку. Хоча Ромео намагається запобігти безглуздому кровопролиттю, Меркуціо «доводить» розпочату справу до логічного кінця — своєї власної загибелі.
Тібальт поранив Меркуціо з-під руки Ромео, коли останній, у свою чергу, намагався припинити кровопролиття. Перед смертю Меркуціо вирікає прокляття: «Чума, чума на ваші дві родини! Зробили з мене харч для робаків!», яке, як і багато інших деталей, пророкує трагічний кінець п'єси.
Таким чином, виходить, що трагічна доля Меркуціо є попередженням про небезпеку агресії — з одного боку, і каталізатором цієї самої агресії — з іншого боку. Хоча образ Меркуціо другорядний (з'явився в І дії, загинув у ІІІ дії), але якісна оцінка цього персонажа, безсумнівно, інша. Його доля — це пророцтво трагічного майбутнього для головних героїв.

## Оцінка образу
Філолог Леонід Пінський визначає роль Меркуціо як роль трагедійного блазня — більш витонченого, ніж в комедіях. Пінський також розглядає образ Меркуціо як втілення «карнавальної», комедійної складової першої справжньої трагедії Шекспіра, реалізацію комедійного амплуа «друга героя». Тому, з точки зору Пінського, закономірно, що «карнавальний» розвиток п'єси обривається із загибеллю Меркуціо від руки «агеласта» (ворога сміху і жартів) — убивчо серйозного Тібальта.

## Образ Меркуціо в культурі

### В екранізаціях
- В американському фільмі 1936 року — Джон Беррімор.
- В італійському фільмі 1954 року — Убальдо Золло.
- В радянській екранізації балету Льва Арнштама на музику Прокоф'єва 1954 року партію Меркуціо виконує Сергій Корінь.
- В англійській екранізації балету Пола Циннера на музику Прокоф'єва 1966 року партію Меркуціо виконує Девід Блейр.
- У фільмі «Ромео і Джульєтта» Франко Дзефіреллі 1968 року роль Меркуціо виконує Джон Макенері.
- В американському фільмі «Ромео + Джульєтта» 1996 року Меркуціо грає Гарольд Перріно.
- У французькому мюзиклі «Ромео і Джульєтта» Жерара Пресгурвіка 2001 року Меркуціо зіграв Філіпп д'Авілла.
- У британському телеспектаклі «Ромео і Джульєтта» Кеннета Брани 2016 року Меркуціо грає Дерек Джейкобі.

### У поезії
- Вірш Новелли Матвєєвої «Меркуціо».

- Вірш Олега Ладиженського (один з письменницького дуету Генрі Лайон Олді) «За лаштунками» — про смерть Меркуціо.

### У скульптурі
- У Королівському театрі в Ньюкаслі в 2012 році був встановлений пам'ятник Меркуціо (автор — Лайза Деларні).[3]